# Vila Nune
Vila Nune ist ein Ort und eine ehemalige Gemeinde (Freguesia) im Norden Portugals.
Vila Nune gehört zum Kreis Cabeceiras de Basto im Distrikt Braga. Die Gemeinde hatte eine Fläche von 4,5 km² und 379 Einwohner (Stand 30. Juni 2011).
Am 29. September 2013 wurden die Gemeinden Vila Nune und Arco de Baúlhe zur neuen Gemeinde União das Freguesias de Arco de Baúlhe e Vila Nune zusammengeschlossen.